# Niob(IV)-iodid
Niob(IV)-iodid ist eine chemische Verbindung des Niobs aus der Gruppe der Iodide.

## Gewinnung und Darstellung
Niob(IV)-iodid kann durch Zersetzung von Niob(V)-iodid bei 206 bis 270 °C im Vakuum gewonnen werden.

## Eigenschaften
Niob(IV)-iodid ist ein grauer Feststoff, der mit Wasser reagiert.
Er besitzt eine orthorhombische Kristallstruktur mit der Raumgruppe Cmc21 (Raumgruppen-Nr. 36). Die Struktur besteht aus Ketten kantenverknüpfter NbI6-Oktaeder, die durch die Bildung von Nb2-Gruppen mit einer Nb–Nb-Bindung charakterisiert sind. Bei Temperaturen über 348 und 417 °C erfolgt die Umwandlung zu einer anderen Kristallstruktur. Bei sehr hohen Drücken geht sie in eine metallische Struktur über.